# Araruna (Paraíba)
Pour les articles homonymes, voir Araruna.
Araruna est une ville brésilienne du nord-est de l'État de la Paraíba.
Sa population était estimée à 19 191 habitants en 2007. La municipalité s'étend sur 245 km2.